# Angelika (film, 2013)
Angelika (francouzsky Angélique) je francouzské historické drama z roku 2013. Film byl vytvořen podle knižní série od Anne Golonové. Film se mimo jiné točil i v České republice.

## Obsazení
- Nora Arnezeder jako Angelika
  - Salomé Degeer jako mladá Angelika
- Gérard Lanvin jako hrabě de Peyrac
- Tomer Sisley jako Philippe de Plessis-Bellière
  - Noé de Pierpont jako mladý Philippe de Plessis-Bellière
- Miguel Herz-Kestranek jako markýz de Plessis-Bellière
- Mathieu Kassovitz jako Nicolas Merlot
- Simon Abkarian jako právník François Desgrez
- Matthieu Boujenah jako markýz of Andijos
- David Kross jako Ludvík XIV.
- Patrick Descamps jako arcibiskup toulouský